# Oliver Schwerdt
Oliver Schwerdt (* 13. November 1979 in Eisenach) ist ein deutscher Musikwissenschaftler und Musiker (Klavier, Perkussion) im Bereich Modern Creative und der Neuen Improvisationsmusik.

## Akademischer Werdegang
Schwerdt besuchte in Eisenach die Schule bis zur Hochschulreife und erhielt an der dortigen städtischen Musikschule klassischen Klavier-Unterricht. Seinen Wehrdienst leistete er als Klavierbegleiter im Ausbildungsmusikkorps der Bundeswehr ab. Sein 1999 aufgenommenes Studium der Musik- und Kulturwissenschaften sowie der Kunstgeschichte an der Universität Leipzig schloss er 2006 mit einer bei Klaus Christian Köhnke eingereichten Magisterarbeit über Georg Simmel und den Dadaismus ab. 2012 promovierte er bei Sebastian Klotz am Institut für Musikwissenschaft der Universität Leipzig, für welches er auch als Lehrbeauftragter tätig war. Im Zentrum seiner Dissertation stehen die musikalischen Strategien zentraler Akteure der Szene Frei Improvisierter Musik in Nachfolge des Free Jazz und deren raumtheoretische Deutung. Er lehrte am Museum für Musikinstrumente der Universität Leipzig und in der Stiftung Bauhaus Dessau.
Aus seiner musikwissenschaftlich Arbeit heraus identifizierte Schwerdt die Herausforderung, vor welcher die gegenwärtige Museumspraxis gegenüber der „Neuerfindung der Schlagzeug-Kombination“, wie sie „in der europäischen Improvisationsmusik“ des 20. Jahrhunderts Wirklichkeit wurde, stehe. Er engagiert sich für die Sicherung der „akut gefährdeten, historisch so delikaten, ästhetisch höchst faszinierenden und epistemologisch wertvollen Objekt-Komplexe“ der ersten Generation des europäischen Free Jazz bzw. der zeitgenössischen Improvisierten Musik.
Als Autor musikkritischer Artikel schrieb Schwerdt unter anderem für die Neue Musikzeitung, die Jazzthetik und die Jazzzeitung. Auch verfasste er Begleittexte zu Alben von Günter Sommer/Wadada Leo Smith sowie Alexander von Schlippenbach/Evan Parker/Paul Lovens und Urs Leimgruber. 2003 gründete er den Verlag Euphorium Productions.

## Tätigkeit als Musiker
Seit 1999 hat Schwerdt als künstlerischer Leiter des EUPHORIUM_freakestra, einem Projektensemble zwischen zeitgenössischer Improvisation, Jazz, Neuer Musik und Theater mit Günter Sommer, Friedrich Schenker, Rudi Mahall, Paul Rutherford, Ernst-Ludwig Petrowsky, Frank Möbus, Wadada Leo Smith, Axel Dörner, Barre Phillips, Alexander von Schlippenbach, Evan Parker, Paul Lovens, Sven-Åke Johansson, Ulrich Gumpert, Manfred Hering, Dietmar Diesner, Roger Turner, Barry Guy, Akira Sakata und anderen zusammengearbeitet. Auf den 33. Leipziger Jazztagen 2009 trat er mit dem Projekt Transatlantic Freedom Suite Tentets im Opernhaus Leipzig auf.
Aus dem Projektensemble heraus entwickelte sich das Quartett ember mit Urs Leimgruber, Alexander Schubert und Christian Lillinger. Mit Lillinger  und Petrowsky arbeitete er von 2006 bis 2016 im New Old Luten Trio. Die von 2013 bis 2015 mit den Alben Tumult!, Krawall!, Rabatz! dokumentierte Einspielung des Spätwerks von Petrowsky in einer durch die Kontrabassisten John Edwards und Robert Landfermann erweiterte Quintett-Formation fand große Beachtung. Mit Schubert und Friedrich Kettlitz betreibt Schwerdt das elektrifizierte Noise-Ensemble trnn.
Schwerdt erhielt für seine Leistung als Pianist und Ensembleleiter im Jahr 2006 das Leipziger Jazz-Nachwuchsstipendium der Marion-Ermer-Stiftung. Die Kritiker Ken Waxman (Jazzword), Rigobert Dittmann (Bad Alchemy), Bertl Grisser (Freistil) sowie Martin Schray und Nick Ostrum (The Free Jazz Collective) hören in Schwerdts Klavierspiel Reminiszenzen an Oscar Peterson, Bill Evans, Cecil Taylor sowie Alexander von Schlippenbach und Jacques Demierre.
Schwerdt verwendet folgende Pseudonyme: Birg Borgenthal, Elan Pauer, Edithrakneff Weinermond.

## Werke

### Schriften
- Mein Bauhausgang. Eine Harzreise durch die moderne Architektur (EUPHORIUM: EUPH 023, 2016) ISBN 978-3-944301-35-8
- Jubelheft für Baby. Festschrift zum 70. Geburtstag Günter Sommers (EUPHORIUM: EUPH 042, 2013) ISBN 978-3-944301-28-0
- Baby Sommer XXL! Wie der Schlagzeuger mit dem Free Jazz den Raum bestellt. Die große Monografie zu Günter Sommers Siebzigsten! 5 Bände (EUPHORIUM: EUPH 038e, 2012) ISBN 978-3-944301-15-0
- Zur Konstitution, Repräsentation und Transformation des Räumlichen in der Musik. Eine Untersuchung des von Günter Sommer realisierten Symbol-, Instrumental- und Handlungs-Raums (EUPHORIUM: EUPH 038c, 2012) ISBN 978-3-944301-13-6
- Geld und Unsinn, Georg Simmel und der Dadaismus. Eine systematische Studie zu relativistischer Philosophie und Kunst (EUPHORIUM: EUPH 022, 2011) ISBN 978-3-944301-09-9

### Diskographische Hinweise
- 2 Trios & 2 Babies mit Christian Lillinger, Günter Sommer, Matthias Mainz, Fabian Niermann, Michael Haves, Matthias Lorenz u. a. (Euphorium: EUPH 009, 2005)
- Oullh d'baham mit Urs Leimgruber, Alexander Schubert, Christian Lillinger (Euphorium: EUPH 010, 2006)
- Free Electric Supergroup mit Axel Dörner, Frank Möbus, Thomas Lehn, Phil Minton, Alexander Schubert, Friedrich Kettlitz, Ronny Graupe, Matthias Macht u. a. (Euphorium: EUPH 018, 2007)
- Aurona Arona mit Urs Leimgruber, Alexander Schubert, Christian Lillinger (Creative Sources: CS 167, 2008)
- Oliver Schwerdt & Günter Sommer Dry Swing / Tandem Spaces (Euphorium: EUPH 034, 2013)
- Trilogie Tumult!/Krawall!/Rabatz! mit Ernst-Ludwig Petrowsky, John Edwards, Robert Landfermann und Christian Lillinger (Euphorium: EUPH 045, 052, 057, 2015–17)
- Prestige / No Smoking (Euphorium: EUPH 053, 2017; Soloalbum)
- Big Bad Brötzmann Quintet Karacho! mit Peter Brötzmann, John Edwards, John Eckhardt und Christian Lillinger (Euphorium: EUPH 066, 2019)
- Storming Bauhaus (Euphorium: EUPH 055, 2019; Soloalbum)
- Axel Dörner, Oliver Schwerdt, Julian Sartorius: Jul Fuel (2024)

als Edithrakneff Weinermond (Pseudonym)
- zusammen mit Romondoprath Ulfkutter: Peripherduette. Euphorium, 2013 ISBN 978-3944301273.

Veröffentlichte Audio-Video-Datenträger
- Euphorium Live Scenes 2006 mit Oliver Schwerdt, Alexander Schubert, Christian Lillinger (Euphorium: EUPH 017, 2006)